# Westfries Museum

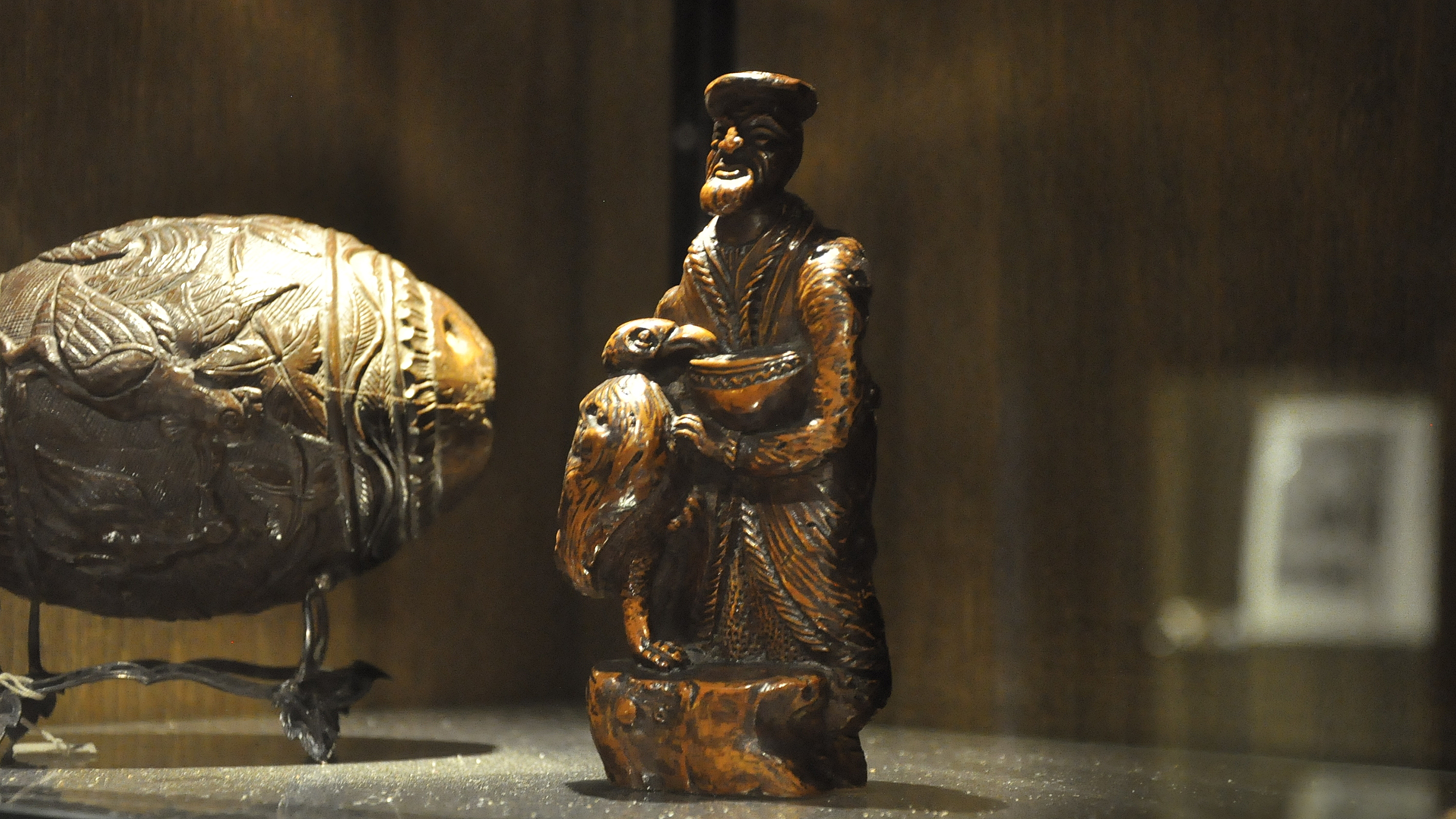
Houten beeldje (1550-1700) van een Portugese (?) zeeman die een dodo voedert

Het Westfries Museum is een regionaal historisch museum gevestigd aan de Roode Steen in de Nederlandse stad Hoorn. Het wordt ondersteund door de Stichting Vrienden van het Westfries Museum die is opgericht op initiatief van het Westfries Genootschap.
Het gebouwencomplex waarin het museum is gevestigd wordt vanaf 1 januari 2023 gerenoveerd en verbouwd, ook het pand Roode Steen 15 zal er deel van uit gaan maken. Sinds 1 juni 2023 biedt het museum in het voormalige Statenlogement aan de Nieuwstraat 23 een tijdelijke publiekstrekker: 'Ontdek het verhaal van Hoorn', een multimediashow met podwalks (gps-wandelroutes).

## Het complex
Het hoofdgebouw waar het museum in gevestigd is, was aanvankelijk het Statencollege, de vergaderplaats van de Gecommitteerde Raden in West-Friesland en het Noorderkwartier, als onderdeel van de Staten van Holland en West-Friesland. Dit pand is in 1632 gebouwd en heeft een gevel in de stijl van de Hollandse renaissance. Tijdens de Franse tijd werd het gebouw in 1795 een rechtbank. Het gebouw is een rijksmonument en was tot 15 januari 2016 in eigendom van de Staat (Rijksgebouwendienst), terwijl het museum een gemeentelijke instelling is. Het gebouw is ingeschreven in het rijksmonumentenregister onder nummer 22558. Dit monument is op 15 januari 2016 overgedragen aan de Nationale Monumentenorganisatie.
Op 10 januari 1880 werd het museum aan de achterkant van het gebouw gevestigd. De cellen die in deze tijd zijn gebouwd bevinden zich nog altijd op de zolder van het museum. Tot 1932 deelden kantongerecht en museum het gebouw. In 1953 werden onder het gebouw 15e-eeuwse kelders ontdekt. Deze zijn na restauratie in gebruik genomen als expositieruimte voor archeologische voorwerpen uit Hoorn en omstreken.
In 1994 kreeg het museum een uitbreiding, met een naastgelegen gebouw, Roode Steen 16. Dat pand bestond oorspronkelijk uit twee huizen. In 1790 kregen deze panden één voorgevel in classicistische stijl, ontworpen door Leendert Viervant. Vóór 1994 was dit pand in gebruik als bankgebouw. Het Westfries Museum gebruikte de ruimte op de begane grond als tijdelijke expositieruimte. Op de bovenverdieping was een vaste opstelling en de daarboven gelegen verdieping en zolder werden gebruikt als werkruimtes.
In 2018 verliet de toenmalige huurder, de Rozenkruisers, van Roode Steen 15 het gebouw, dat daarna leeg kwam te staan. Plannen om het gebouw met het Westfries Museum te fuseren werden gemaakt. In 2022 werd begonnen met archeologisch onderzoek op het terrein en is men de begonnen met het hele complex te renoveren.

## Collectie
Het museum beschikt over een uitgebreide collectie schilderijen, zilveren sier- en gebruiksvoorwerpen, porselein, schuttersstukken, voorwerpen van de schutterij en VOC-voorwerpen. De collectie is met name gericht op de cultuurgeschiedenis van de stad en de regio West-Friesland, met de nadruk op de periode tussen 1500 en 1800 en wordt gepresenteerd onder de titel 'Museum van de Gouden Eeuw'. De collectie wordt geëxposeerd in 27 zalen.
Voorbeelden van bijzondere stukken uit de collectie zijn:
- Een portret van de bewindhebbers van de VOC-Kamer Hoorn, door Jan de Baen (1682)
- Vier schuttersstukken door Jan Albertsz Rotius, met onder andere Jan Pieterszoon Coen en zijn echtgenote Eva Ment
- Een pronkbeker van Graaf de Bossu, bekend als de Beker van Bossu, waarschijnlijk gemaakt tussen 1530 en 1540 in Antwerpen
- Een dubbelportret van het echtpaar Sonck, door Jan Claesz (1602)
- Een rariteitenkabinet uit de 17e eeuw
- Een papierknipwerk van Johanna Koerten
- Stijlkamers, zoals een kamer ingericht in de Lodewijk XVI-stijl, een chirurgijnskamer en een taveerne
- Behangselontwerpen in aquareltechniek. In Hoorn stond in de 18de eeuw een bloeiende behangselfabriek
- Diverse oudere archeologische vondsten

### Mummie
In de collectie bevindt zich de zogenaamde eskimomummie. Toen het museum deze in 1998 uitleende aan de tentoonstelling Botje Bij Botje in de Rotterdamse Kunsthal ontstond er commotie. Groenland eiste de overblijfselen van de vermeende Groenlander terug om hem in eigen land te herbegraven. Arctic Peoples Alert bemiddelde hierin maar toenmalig directeur Spruit was onvermurwbaar. Onderzoek wees later echter uit dat de mummie waarschijnlijk geen Groenlander was. Deze conclusie was met name gebaseerd op de vaststelling dat het voedselpatroon van de gemummificeerde persoon niet voornamelijk had bestaan uit zeevoedsel. Desondanks exposeert het Westfries Museum de mummie nog steeds onder de vermelding "eskimo".

### Diefstal en opslag in Oekraïne
Toen het museum op 10 januari 2005 het 125-jarig bestaan wilde vieren bleek dat 's nachts bij een inbraak 24 schilderijen waren meegenomen, waaronder een jeugdwerk van Jan van Goyen. Ook 70 stukken zilverwerk waren ontvreemd. De schade liep in de miljoenen euro's. In december 2015 zocht het museum de publiciteit met het doel de schilderijen uit Oekraïne terug te krijgen. De ambassadeur in Den Haag zegde zijn medewerking toe.
In april 2016 werden vier schilderijen teruggevonden in Oekraïne.‘Keukenstuk’ van Floris van Schooten, ‘Vrouw Wereld’ en ‘De Terugkeer van Jefta’ van Jacob Waben, ‘Boerenbruiloft’ van Hendrick Boogaert. Een vijfde schilderij, Nieuwstraat in Hoorn, werd op 30 mei spontaan door een Oekraïner teruggebracht bij de Nederlandse ambassade in Kiev. Oekraïne gaf de vijf schilderijen op 16 september terug aan het museum, Directeur Ad Geerdink nam ze op de Nederlandse ambassade in Kiev in ontvangst. Daarmee zijn er nog 19 schilderijen zoek. Oekraïne weigert tot op heden de schilderijen terug te bezorgen aan het museum. Op 24 mei 2024 werd een zesde vermist schilderij ?(Rebecca en Eliëzer van de Hoornse schilder Jan Linsen) in Polen teruggevonden. Na inbeslagname is het schilderij naar het Koninklijk Paleis in Krakau gebracht.

### Gestolen schilderijen en goud uit het Westfries Museum
Hieronder een overzicht van een aantal uit het museum gestolen werken:

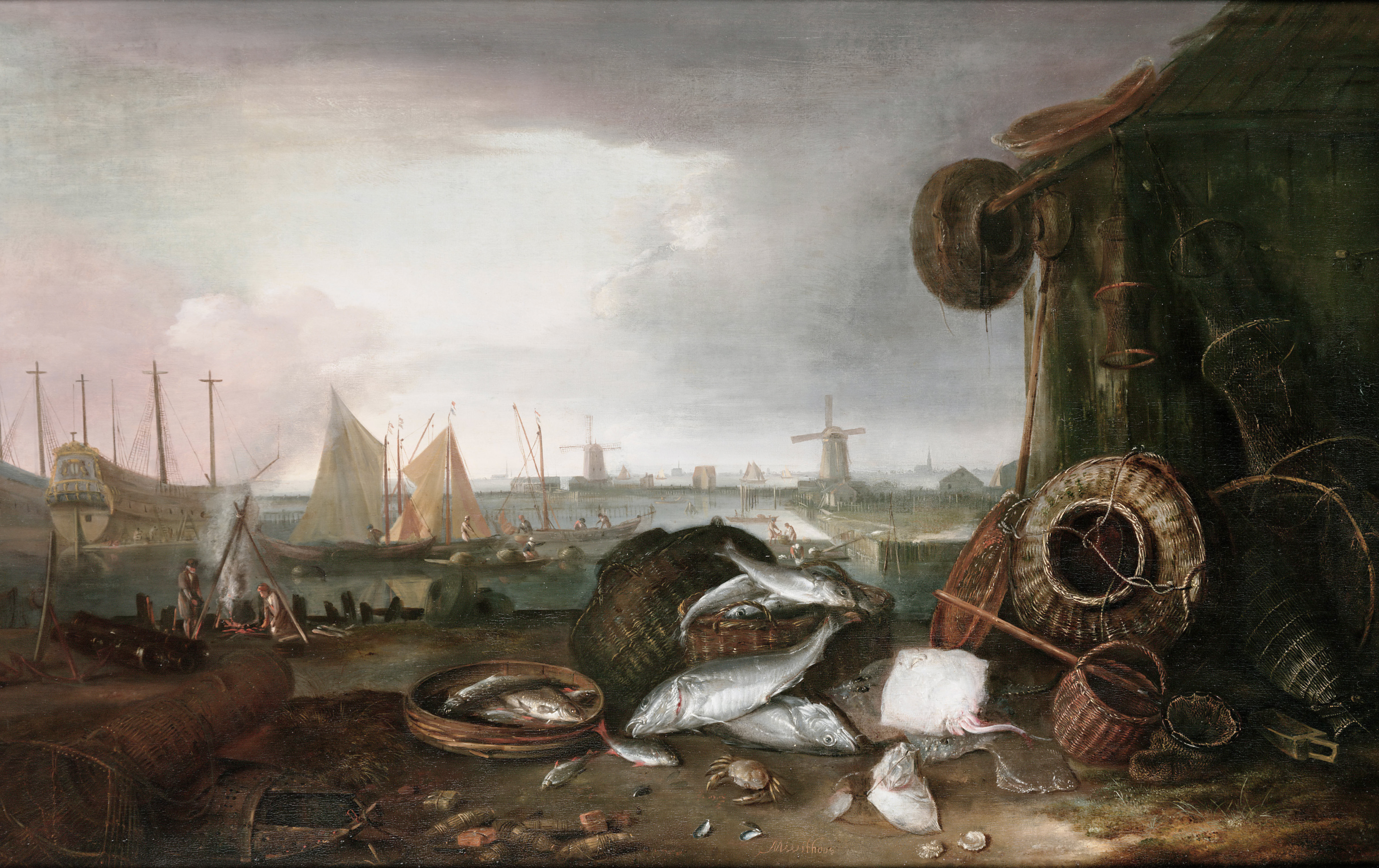
De Grashaven door Matthias Withoos
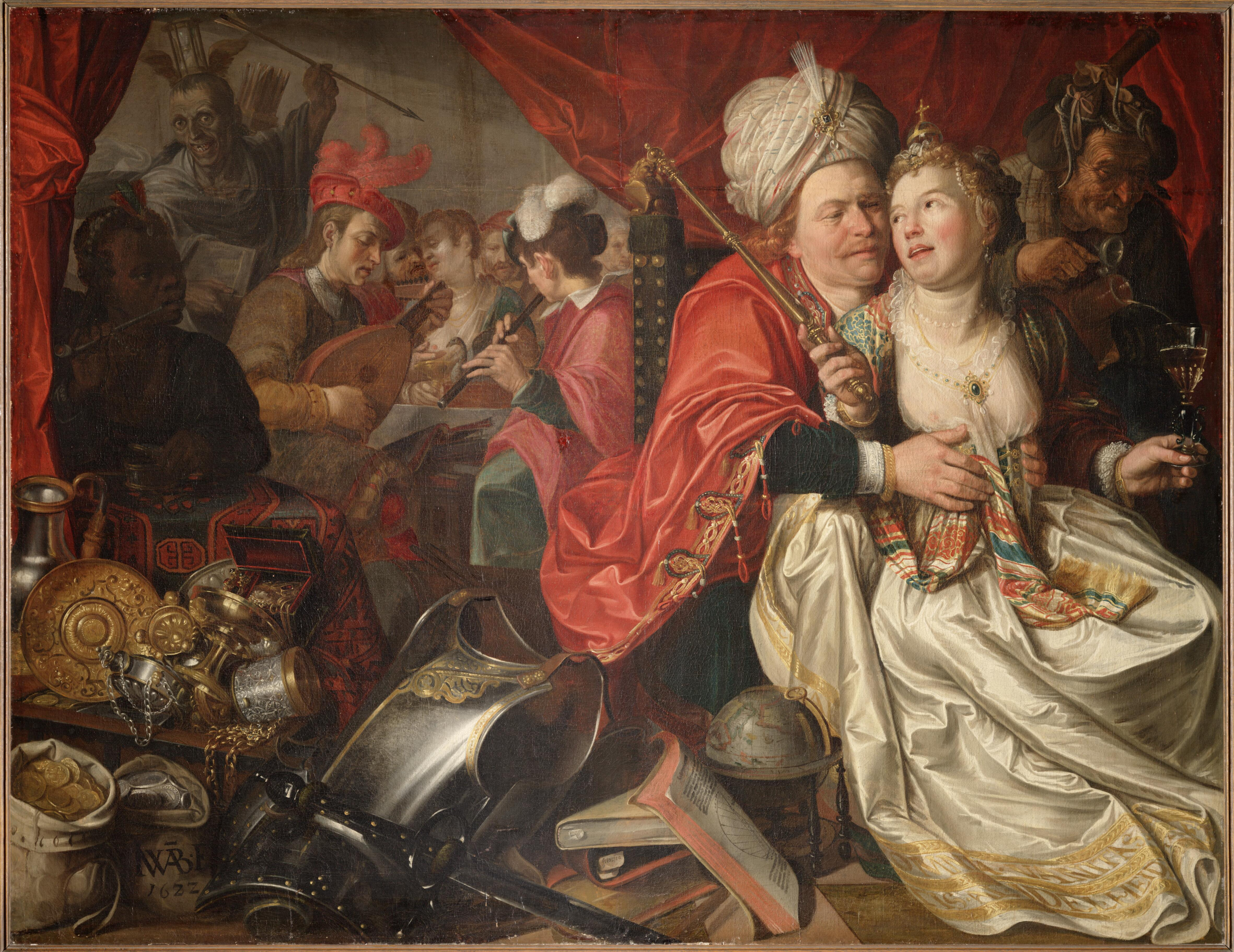
Vrouw Wereld door Jacob Waben (teruggevonden in 2016)
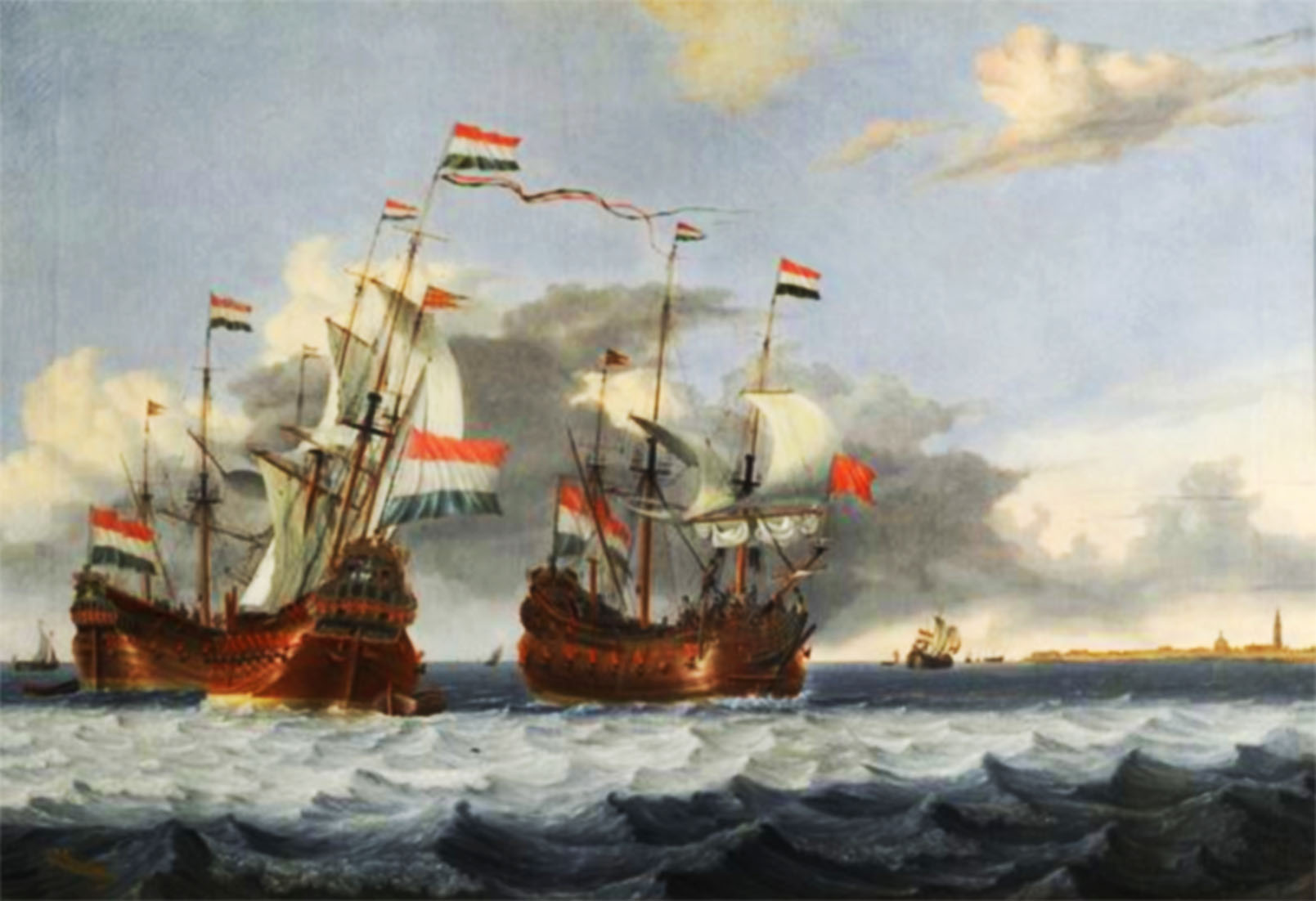
Gezicht op Enkhuizen door Gerrit Pompe
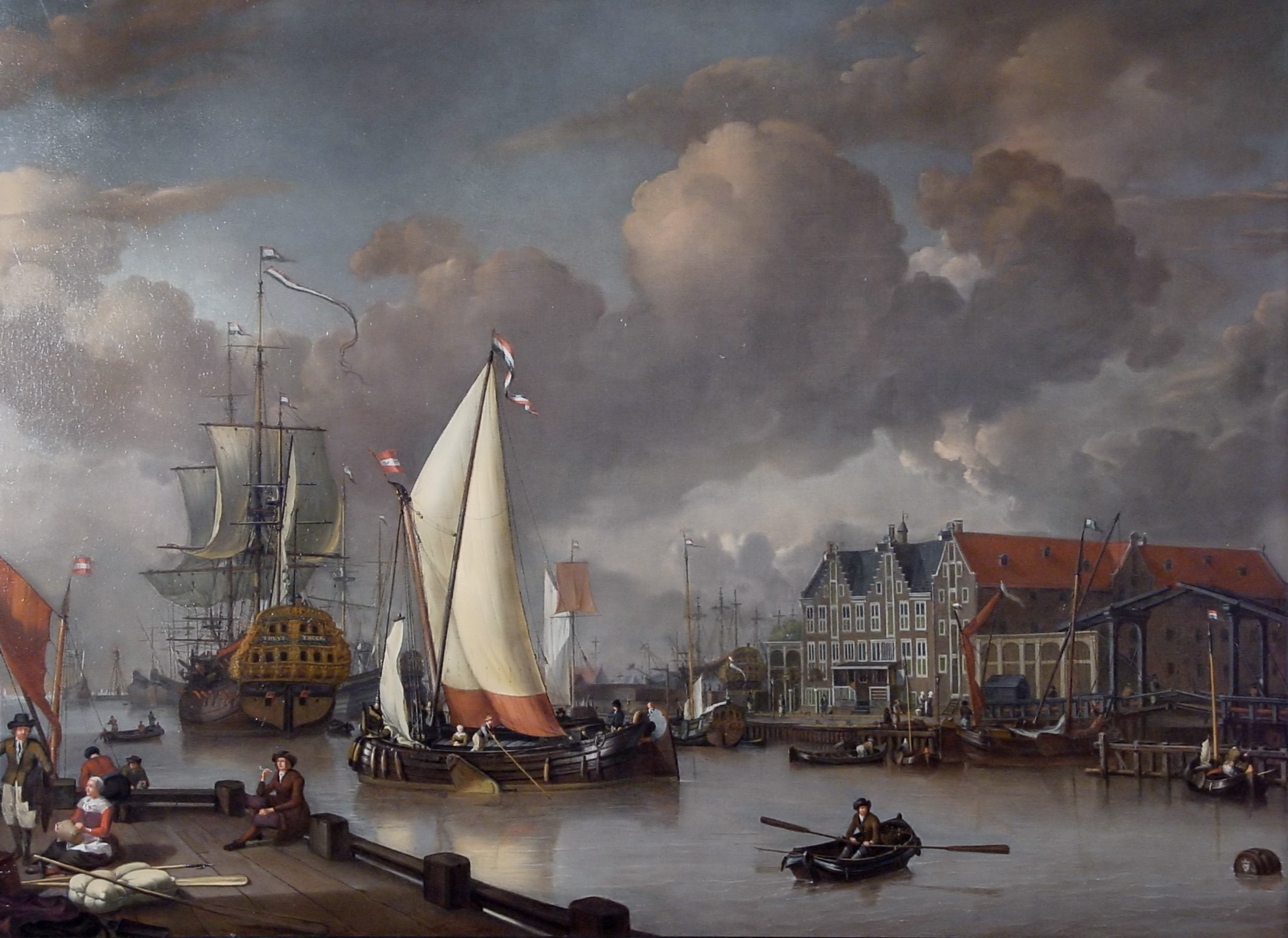
Gezicht op Oostereiland door Jan Claesz. Rietschoof
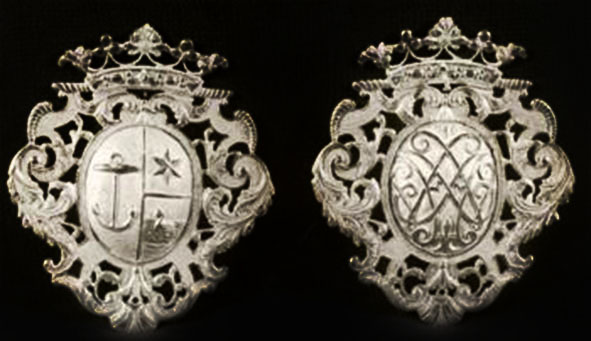
Gouden boeksluitingen
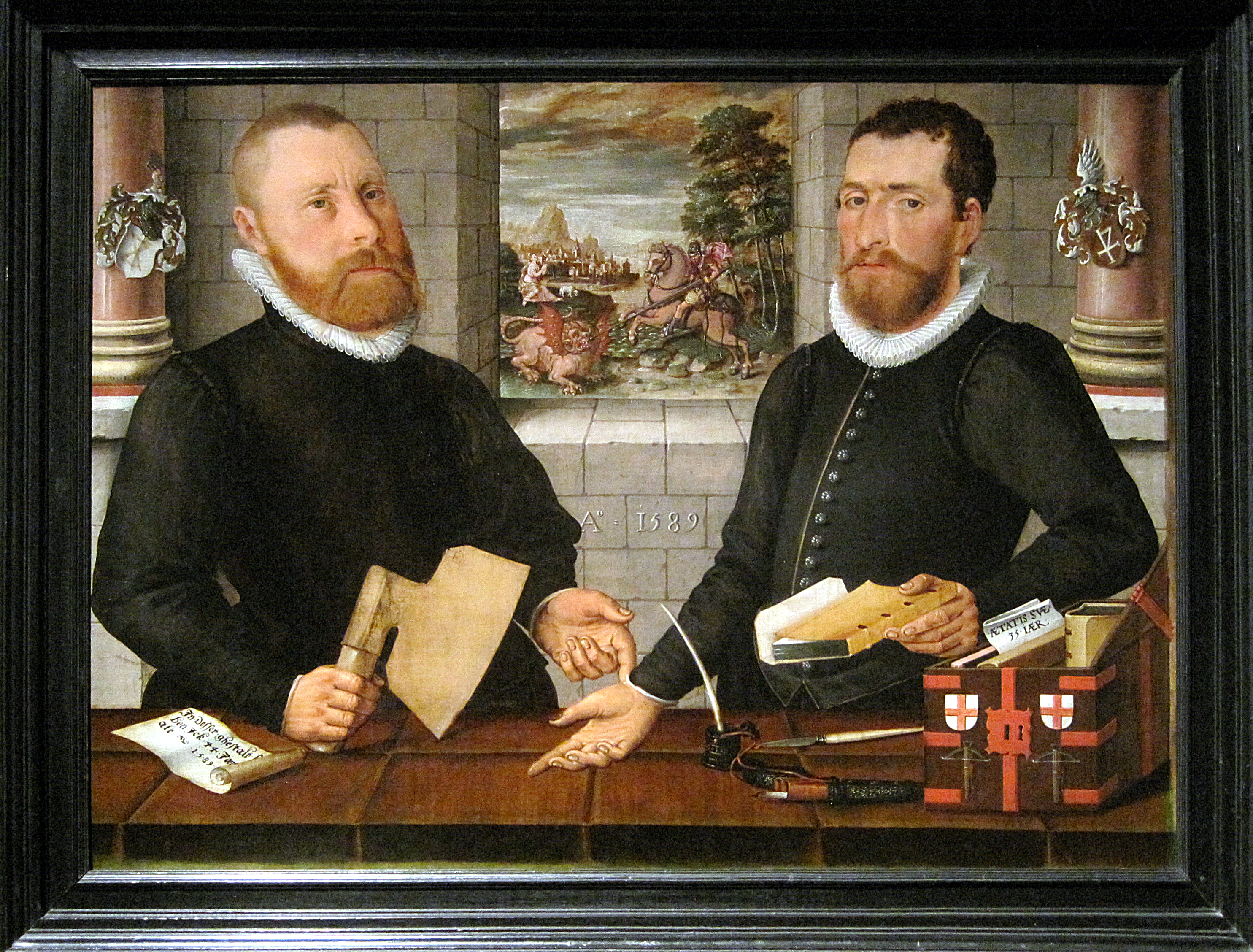
Portret van twee leden van het Sint-Jorisgilde (ca. 1589), auteur onbekend.